# Jorge Miguel
Jorge Miguel (Votorantim, 3 novembre 1943) è un ex calciatore brasiliano, di ruolo difensore.

## Carriera
Dopo aver militato in patria in vari club, nel 1965, dopo un infortunio che gli chiuse ogni possibilità di una carriera ad alto livello in Brasile, Jorge Miguel si trasferisce negli Stati Uniti d'America per giocare nei Boston Tigers, club dell'American Soccer League. Passa poi ai canadesi del Toronto Roma, con cui ottiene il secondo posto nella regular season 1967 della National Soccer League, non partecipando però ai playoff per il titolo perché la squadra si ritirò dal torneo. Nel 1968 ritorna nel Massachusetts per venire ingaggiato dagli statunitensi del Boston Beacons, con cui disputa la prima edizione della North American Soccer League. Jorge Miguel con i Beacons chiuse la stagione al quinto ed ultimo posto della Atlantic Division. Durante la sua militanza con i bostoniani giocò un'amichevole, disputata l'8 luglio 1968, contro il Santos di Pelé, che ebbe l'onore di marcare, persa per 7-1.
La stagione seguente passa ai Dallas Tornado, con cui chiude la carriera agonistica a causa di un nuovo infortunio al ginocchio.
Lasciato il calcio giocato, resta a Dallas, diventa consulente di vendita di prodotti di lusso e poi gioielliere di lusso.
Con Frank Romanoski, Jorge Miguel è uno degli artefici della partnership iniziata nel 2006 tra il FC Dallas ed i brasiliani dell'Athl. Paranaense.